# حيوة بن شريح
أبو زرعة حَيْوة بن شُرَيح بن صفوان التجيبي المصري (- 158 هـ / 775 م) فقيه وعابد ومُحدّث من الثقات من تابعي التابعين، عاش بمصر، لقّبه الذهبي بـ «شيخ الديار المصرية»، قال ابن المبارك: «وُصف لي حيوة فكانت رؤيته أكثر من صفته». قال أبو حاتم عنه: «حيوة أعلى القوم».

## سيرته
هو حيوة بن شريح بن صفوان بن مالك، كنيته أبو زرعة، ارتحل بين حضرموت ومصر، وكان ذو دعاء مستجاب، وكان كثير الصدقة والإنفاق، قال ابن وهب: «كان حيوة يأخذ عطاءه في السنة ستين دينارًا، فلم يطلع إلى منزله حتى يتصدق بها، ثم يجيء إلى منزله فيجدها تحت فراشه، وبلغ ذلك ابن عم له، فأخذ عطاءه فتصدق به كله، وجاء إلى تحت فراشه فلم يجد شيئًا، فشكا إلى حيوة فقال: أنا أعطيت ربي بيقين، وأنت أعطيته تجربة.»، وكان حيوة من البكائين، وكان ضيق الحال فقيرًا مسكينًا، قال ابن حبان: «كان مستجاب الدعوة، وكان من المبرزين في العبادة والزهد».
عن خالد الفزر قال: كان حيوة بن شريح من البكائين، وكان ضيق الحال جدا مسكينًا. فجلست وهو متخل يدعو فقلت: لو دعوت الله أن يوسع عليك! فالتفت يمينا وشمالا فلم ير أحدًا، فأخذ حصاة، فرمى بها إليّ، فإذا هي تبرة في كفي، والله ما رأيت أحسن منها، وقال: ما خير في الدنيا إلا للآخرة. ثم قال: هو أعلم بما يصلح عباده. فقلت: ما أصنع بهذه؟ قال: استنفقها، فهبته -والله- أن أردها.
وقال حيوة مرة لبعض نواب مصر: «يا هذا لا تخلين بلادنا من السلاح فنحن بين قبطي لا ندري متى ينقض، وبين حبشي لا ندري متى يغشانا، وبين رومي لا ندري متى يحل بساحتنا، وبربري لا ندري متى يثور.» توفي سنة 158 هـ.

## روايته للحديث
- حدث عن: ربيعة بن يزيد القصير، وعقبة بن مسلم وأبي يونس سليم بن جبير ويزيد بن أبي حبيب، وطبقتهم.[3] وبكر بن عمرو.

- حدث عنه: عبد الله بن المبارك والليث بن سعد وعبد الله بن وهب وأبو عبد الرحمن المقرئ وأبو عاصم وهانئ بن المتوكل وعبد الله بن يحيى البرلسي وآخرون.[3]
- منزلته عند أهل الحديث: وثقه أحمد بن حنبل وأبو حاتم الرازي وأحمد بن صالح الجيلي ويحيى بن معين ويعقوب بن شيبة ومحمد بن سعد البغدادي وغيرهم، وقال ابن حجر العسقلاني: «ثقة ثبت فقيه زاهد»، وقال الذهبي: «فقيه مصر وزاهدها ومحدثها»، وقال يعقوب بن سفيان الفسوي: «شريف عدل ثقة رضي».[2]